# Угийнуур

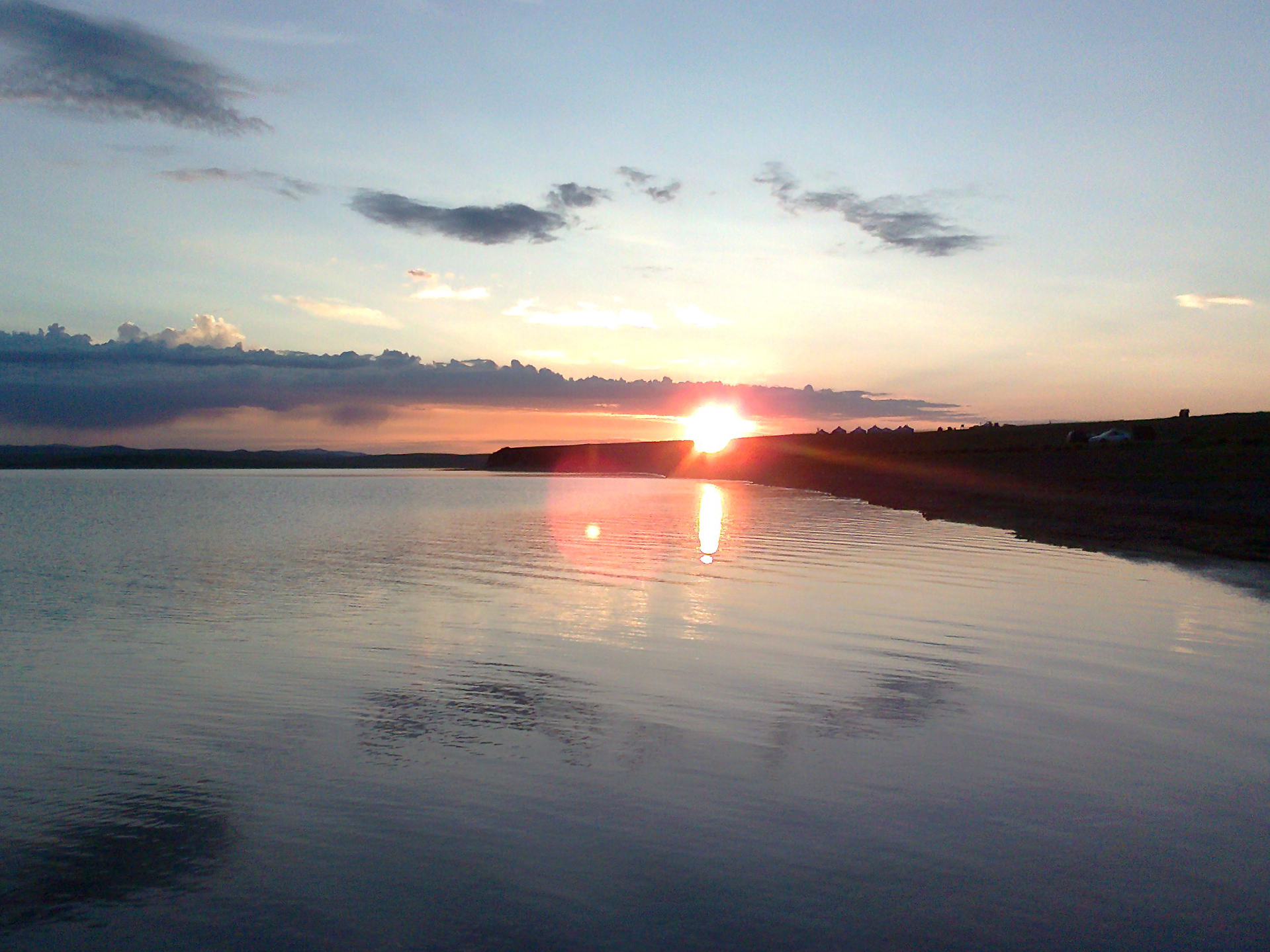
Угийнуур

Угийнуур (монг. Өгийнуур) – сомон Архангайського аймаку Монголії. Територія 1,68 тис. км², населення 2,59 тис. чол..

## Межі сомону
Сомон межує з такими сомонами аймаку Архангай: Улзийт, Хашаат,Хотонт, Тувшруулех, Батценгел, на північному сході межує з аймаком  Булган.